# Курнин, Георгий Иванович
Георгий Иванович Курнин (1915, Ташкент — 14 апреля 1988, Сочи, Краснодарский край) — советский художник-фантаст, искусствовед. Автор более 30 монументальных живописных полотен с пейзажами иных планет.

## Биография
Родился в 1915 году в Ташкенте. Окончил Ташкентское художественное училище, искусствоведческий факультет Среднеазиатского государственного университета. Автор ряда пейзажей посвященных Средней Азии. Обладал уникальной зрительной памятью, а потому никогда не писал с натуры. В 1949 году переехал в Сочи, где прожил до конца своих дней. Читал лекции на искусствоведческие темы для сочинских художников. В 1970-х годах с творчеством Курнина познакомился космонавт Виталий Иванович Севастьянов, который в дальнейшем приложил массу усилий для популяризации творчества неординарного художника.
Репродукции картин Курнина публиковались в журналах и альманахах: «Техника — молодёжи», «Смена», «Огонек», «Советский Союз», «Уральский следопыт», «Фантастика» — 1973—1976 гг.
Картины Курнина экспонировались: на международном конгрессе астронавтов в Баку, в Московском доме ученых, на ВДНХ, в Венгрии, Чехословакии, Польше (1973—1974)
Умер 14 апреля 1988 года в Сочи. Похоронен на Старой части Центрального Успенского кладбища в Сочи. За три дня до его смерти был снят телевизионный фильм, показанный посмертно по московскому телевидению.

## Картины
- «Взрыв сверхновой звезды»
- «Планета с тремя лунами»
- «Планета с пятью лунами»
- «Рождение планеты в системе двух солнц» (2 варианта)
- «Закат зелёного Солнца»
- «Закат Солнца на планете Венера»
- «Пейзаж луны, освещенный Землей»
- «Планета трех Солнц (первый контакт)»
- «Планета системы трех солнц»
- «Пейзаж Марса в районе полярной шапки»
- «Планета большого красного Солнца»
- «Планета Голубого Солнца (5 вариантов)»
- «Планета Изумрудно-Зеленого Солнца» и др.

## Местонахождение картин
Все работы Курнина хранятся в Музее истории города-курорта Сочи.

## Память
- В честь художника назван астероид — 395148 Kurnin[фр.].